# Bayu Mulu
Bayu Mulu est un joueur de football éthiopien, né le 24 septembre 1978 et évoluant à Al Saqr Ta'izz.
Il évolue habituellement comme milieu de terrain.

## Carrière
Bayu Mulu joue successivement dans les équipes suivantes : Équipe d'Éthiopie de football, Saint George SC, KRC Gand-Zeehaven et Al Saqr Ta'izz.